# Wohn- und Wirtschaftsgebäude Am Rahland 1
Das Wohn- und Wirtschaftsgebäude Am Rahland 1 in Hude-Kimmen Neustadt, außerhalb und südlich des Ortskernes, wurde in der Mitte des 19. Jahrhunderts gebaut.
Das Gebäude steht unter Denkmalschutz (siehe auch Liste der Baudenkmale in Hude (Oldenburg)).

## Geschichte
Das eingeschossige traufständige verklinkerte Zweiständerhallenhaus, Wohngiebel in Fachwerk mit Steinausfachungen, mit reetgedecktem Krüppelwalmdach und Niedersachsengiebel mit Uhlenloch, wurde wohl um 1850 gebaut.
Weitere nicht denkmalgeschützte Nebengebäude stehen auf dem Hof.  
Das Niedersächsische Landesamt für Denkmalpflege befand: „… geschichtliche Bedeutung … als beispielhaftes spätes Hallenhaus …“